# Pararistolochia goldieana
Pararistolochia goldieana  (лат.) — вид двудольных растений рода Pararistolochia семейства Кирказоновые (Aristolochiaceae).
Впервые описан британским ботаником Джозефом Долтоном Гукером под названием Aristolochia goldieana Hook.f.basionym; перенесён Джоном Хатчинсоном и Джоном Макьэном Диелом в состав рода Pararistolochia в 1927 году. После исследований, проведённых в последнее время, всех представителей этого рода (в том числе и P. goldieana) некоторые ботаники снова относят к кирказонам, в составе отдельного подрода Aristolochia subg. Pararistolochia.

## Распространение
Известен из Сьерра-Леоне, Кот-д’Ивуара, Нигерии, Камеруна, а также из Экваториальной Гвинеи (остров Биоко). Количество субпопуляций во всех этих странах единично, данные по Кот-д’Ивуару не приведены МСОП.
Произрастает в низменных вечнозелёных лесах, зачастую встречается также на нарушенных землях (disturbed area).

## Ботаническое описание
Лиана длиной до 6 м. Жизненный цикл растения неизвестен; предположительно, это многолетник, живущий до 10 лет.
Цветки Pararistolochia goldieana считаются самыми крупными среди всех африканских цветковых. Цветок скрученный, будто «свёрнутый», длиной 60 см.
Плоды не изучены.

## Охранный статус
Вид считается уязвимым (статус «VU») по данным Международного союза охраны природы. Растение считается редким, его общая численность уменьшается; некоторые субпопуляции за последнее время могли уже исчезнуть. Среди угроз, которым подвергается Pararistolochia goldieana — лесозаготовки и сельскохозяйственная деятельность. Предпринимаются меры по сохранению вида.